# Melatonină
Melatonina, sau N-acetil-5-metoxitriptamina, este un hormon produs de glanda pineală la mamifere, fiind implicat în reglarea ritmului circadian. De asemenea, melatonina poate fi produsă și de alte țesuturi, precum măduva osoasă, limfocite, diferite celule epiteliale, printre care și retina și tractul gastrointestinal, acționând în ultimele 2 cazuri ca un hormon paracrin. 
Suplimentele de melatonină se administrează pacienților cu tulburări de ritm circadian, tulburări de învățare sau memorare, maladia Alzheimer, neoplazii, obezitate, etc.

## Funcții
La mamifere are rol în reglarea bioritmurilor endocrine circadiene și sezoniere, în controlul funcției sexuale (prin inhibarea eliberării de gonadotropine) și a ritmurilor de reproducere la mamiferele inferioare.

### Ritmul circadian
Melatonina este implicată în regularea ciclului somn-veghe prin cauzarea unei stări de amețeală și micșorarea temperaturii corpului, dar semnalul de melatonină are rol secundar comparativ cu acțiunile SNC (prin nucleii supra-chiasmatici) în ceea ce privește regularea ciclului diurn. La bebeluși, nivelul de melatonină devine regulat pe la 3 luni, cu cele mai mari concentrații între miezul nopții și ora 8 dimineața. Producția de melatonină scade la om odată cu vârsta. 

### Dependența de lumină
Producția de melatonină de către glanda pineală este inhibată de lumină (în special de lumina albastră, cu lungimi de undă cuprinse între 460 și 480 nm). Producția de melatonină devine maximă la miezul nopții, scăzând treptat în a doua jumătate a nopții. 

### Antioxidant
Melatonina este un antioxidant puternic, fiind o substanță care neutralizează radicalii HO, O-2, NO. Spre deosebire de alți antioxidanți, melatonina nu poate fi redusă la starea inițială după ce a fost oxidată, deoarece aceasta formează compuși stabili în stare oxidată. Melatonina de asemenea previne lezarea moleculelor de ADN de către anumiți carcinogeni, stopând mecanismul prin care aceștia provoacă cancer. Poate reduce leziunile provocate de Parkinson, iar în unele studii pe șoareci, a mărit durata de viață cu 20%.

### Sistemul imun
Melatonina interacționează cu sistemul imun prin diferite mecanisme: mărește producția de citokine, contracarând imunodeficiențele dobândite și măresc producția de interleukine IL-2, fiind implicată în expansiunea clonală a limfocitelor T antigen-stimulate. Împreună cu calciul este un imunostimulator. Melatonina poate însă agrava anumite boli autoimune, precum artrita reumatoidă.

### Altele
- Melatonina inhibă formarea FSH-ului, având un rol antigonadotrofic (întârzie apariția pubertății la copii). Acesta poate de asemenea crește nivelul de prolactină.
- Indivizii ce suferă de autism pot avea niveluri scăzute de melatonină. Un studiu în 2008 a relevat că și părinții copiilor autiști pot prezenta un deficit de melatonină, din cauza activității scăzute a genei ASMT, implicate în sinteza hormonului. Astfel, un supliment de 2 până la 10 mg de melatonina poate îmbunătăți somnul la copiii autiști.
- Producția de melatonină scade odată cu vârsta, ceea ce explică de ce bătrânii merg la culcare mai devreme, se trezesc mai devreme și au mai multe probleme cu somnul decât tinerii. La adulții ce consumă suplimente de melatonină, acesta poate neutraliza efectele leziunilor degenerative.

## Vezi și
- Listă de hormoni